# Thu Hồ
Thu Hồ (14 tháng 10 năm 1919 – 19 tháng 5 năm 2000) là một nhạc sĩ, ca sĩ, nhà viết kịch người Việt Nam. Ông là thân phụ của nữ ca sĩ Mỹ Huyền.

## Cuộc đời
Ông tên thật là Hồ Thu, sinh ngày 14 tháng 10 năm 1919 tại làng Tân Mỹ, tỉnh Thừa Thiên.
Năm 1936, khi còn học trung học Pellerin, lần đầu tiên ông đi hát tại hội chợ Huế với bài La chanson du gondolier với nghệ danh Thu Hồ. Ông từng học nhạc lý với trưởng ban nhạc hoàng gia Huế Trần Văn Lý.
Năm 1938, làm trưởng ga xe lửa luân phiên rồi làm thư ký bút toán Ngân hàng Đông Dương.
Năm 1943, trong khi làm trưởng ga xe lửa Dầu Giây, ông viết nhạc phẩm đầu tay Quê mẹ.
Năm 1947, ông gia nhập ban Thần Kinh Nhạc đoàn khi ban này vừa mới ra đời với sự cộng tác của ban nhạc Trần văn Lý và các ca sĩ như Minh Diệu, Mạnh Phát, Châu Kỳ, Tôn Thất Sở,... Khi Đài phát thanh Pháp Á mở thêm mục Tân nhạc Việt Nam, Thu Hồ được đài mời cộng tác. Sau khi Đài phát thanh Pháp Á được chuyển giao lại cho chính quyền Việt Nam Cộng hòa để trở thành Đài phát thanh Sài Gòn, ông vẫn tiếp tục công việc của mình rồi sau đó cộng tác thêm với Đài Quân đội.
Ông gia nhập Quân đội năm 1954 và được trao giữ chức vụ Trưởng ban Tuyên truyền lưu động Đệ I Quân khu, đi khắp đó đây để ủy lạo binh sĩ. Trong dịp này, ông viết bài Khúc ca Đồng Tháp với phần lời ca của Trọng Danh. Năm 1957, ông gia nhập ban văn nghệ Vì Dân của Tổng Nha Cảnh Sát Quốc gia.
Từ năm 1959 đến 1970, ông là giáo sư âm nhạc các trường Trung học tư thục nổi tiếng ở Sài Gòn như Nguyễn Bá Tòng, Thánh Thomas, Thiên Phước, Nguyễn Trường Tộ... Nhạc sĩ Thu Hồ là một trong những nhạc sĩ Việt Nam đầu tiên được kết nạp thành viên của Hội nhạc sĩ quốc tế S.A.C.E.M (trụ sở tại Pháp). Ông cũng là một nhà viết kịch kiêm diễn viên kịch có hạng. Ông là diễn viên chính trong nhiều vở kịch do chính ông soạn như "Hai chàng một áo" và "Thầy lang bất đắc dĩ". Về kịch ngắn và kịch dài, ông đã soạn hơn 100 vở mà một số lớn đã được ban Thẩm Thúy Hằng mua bản quyền để trình diễn trên Đài Truyền hình Việt Nam.
Về tôn giáo, ông là một con chiên ngoan đạo, từng là thành viên trong ủy ban sáng lập Nhà thờ Fatima Bình Triệu nơi ông cư ngụ.
Sau sự kiện 30 tháng 4 năm 1975, ông bị kẹt lại ở Việt Nam cho đến năm 1991 mới được bảo lãnh sang Hoa Kỳ. Ban đầu, ông cư ngụ tại San Diego, 2 năm sau ông dời về Santa Ana, California sống với cô con gái út là ca sĩ Mỹ Huyền.
Năm 1993, ông cùng với Đỗ Đức Hậu được Hội Thi sĩ Quốc tế bầu là Đại sứ thi ca hòa bình trong Hội nghị Thơ Quốc tế họp tại thủ đô Washington. Đây là chức vụ cao quý nhất của Hội dành cho các thi sĩ ngoại quốc về tham dự Hội nghị. Hội này có hơn 100 ngàn nhà thơ đại diện cho Hoa Kỳ và 41 quốc gia trên toàn thế giới.
Ông mất ngày 19 tháng 5 năm 2000 tại thành phố Westminster, California. Trước khi ông qua đời cách đây vài năm, ông còn cho xuất bản tập nhạc "Hoa đầu mùa", bao gồm các ca khúc của ông trước năm 1975.

## Gia đình
Thu Hồ lập gia đình năm 25 tuổi và có chín người con mà người con út là ca sĩ Mỹ Huyền. Vợ ông mất năm 1975.

## Sáng tác

### Ca khúc viết một minh
- Áo người trinh nữ
- Bên bờ sông Dịch (thơ Tô Như)
- Bến sang ngang
- Bức tranh quê
- Chiều Hương Giang
- Chiều quê
- Con sẽ về
- Cô gái sông Hương
- Cô gái trời cho đẹp
- Cô nữ sinh Đồng Khánh (1966)
- Dân làng đi cấy (1954)
- Duyên em
- Đôi mắt người em gái (1961)
- Đời em chỉ có mình chàng (1959)
- Đoàn nam nữ học sinh
- Đoàn quân ra biên cương
- Đoàn trai Việt
- Đồng Khánh[2]
- Em biết được anh (Qua lời giới thiệu)
- Em còn giữ mái tóc thề
- Gia Long (1993)
- Giáng sinh (1969)
- Gió đồng hương quê
- Giọt sầu trinh nữ
- Hoa tàn
- Kiếp nghèo[3]
- Kẻ ở người đi
- Khúc ca thôn dã
- Khúc ca trên đường về
- Lá thư đầu (thơ Hồ Mộng Thiệp)
- Mái tóc em gái trường Gia Long (1965)
- Mơ bóng chàng về
- Mùa gặt mới (1954)
- Mùa lúa chín
- Muôn dặm quan san
- Người ở kẻ đi
- Nhớ nhau (1959)
- Những ai chưa về
- Những đêm tàn canh (1961)
- Nếu anh là lính chiến
- Nữ chiến binh Cộng Hòa
- Qua sông người về
- Quê anh trên vạn nẻo đường (1960)
- Quê mẹ (1943)
- Quỳ dưới chân đức mẹ
- Sầu ly biệt
- Sóc Trăng mến yêu
- Tà áo Trưng Vương (1965)
- Thuyền lạc hướng
- Tiếc thương mẹ Việt Nam
- Tiếng sáo chiều quê (1952)
- Tiếng hát yêu đời
- Tiếng hò cuối thôn
- Tiếng vang miền Trung
- Tím cả rừng chiều (1964)[4]
- Trăng huyền diệu
- Trăng Sài Gòn (1958)
- Trưng Vương[5]
- Vọng cô thôn (1958)
- Yêu nhau xin chớ bỏ nhau

### Viết chung với những nhạc sĩ khác
- Anh và em (với Phạm Đại) (1959)
- Buồn không em (với Lê Dinh)[6]
- Cánh nhạn về (với Mạnh Phát)
- Chiếc áo biên cương (với Minh Kỳ) (1963)
- Đôi giòng thương mến (với Hoài Linh)
- Em gái bến Thanh Hà (với Mạnh Phát)
- Em yêu người lính chiến (với Phượng Linh)
- Khúc ca Đồng Tháp (Lời Trọng Danh) (1955)
- Mưa chiều thứ bảy (với Lê Dinh)
- Người ấy là anh (với Minh Kỳ) (1960)
- Người ấy là em (với Mạnh Phát) (1961)
- Nhớ làng tôi (Lời Khanh Tâm)
- Nhớ tình suối trăng (Lời Hoàng Lang)
- Ra khơi (với Minh Kỳ và Thùy Anh)
- Rừng thầm (lời Trần Văn Lý)
- Thu biên thùy (với Hoàng Lang)
- Tình hoài hương (với Trần Văn Lý)
- Tôi không quên anh (với Hoài Linh) (1962)

### Nhạc thiếu nhi[7]
- Bầy sói lên đường
- Công Cha Nghĩa Mẹ
- Con cò mà đi ăn đêm
- Em dậy sớm
- Jesus hài đồng là vua
- Hồi trống đến trường
- Múa bướm
- Nhắn bạn ngày hè
- Nhảy cò cò
- Nhảy lửa
- Ta là sói con

### Thơ
- Ánh bình minh (1965, thơ Công giáo)